# Nephodia tiza
Nephodia tiza là một loài bướm đêm trong họ Geometridae.